# Andromeda (mitologie)

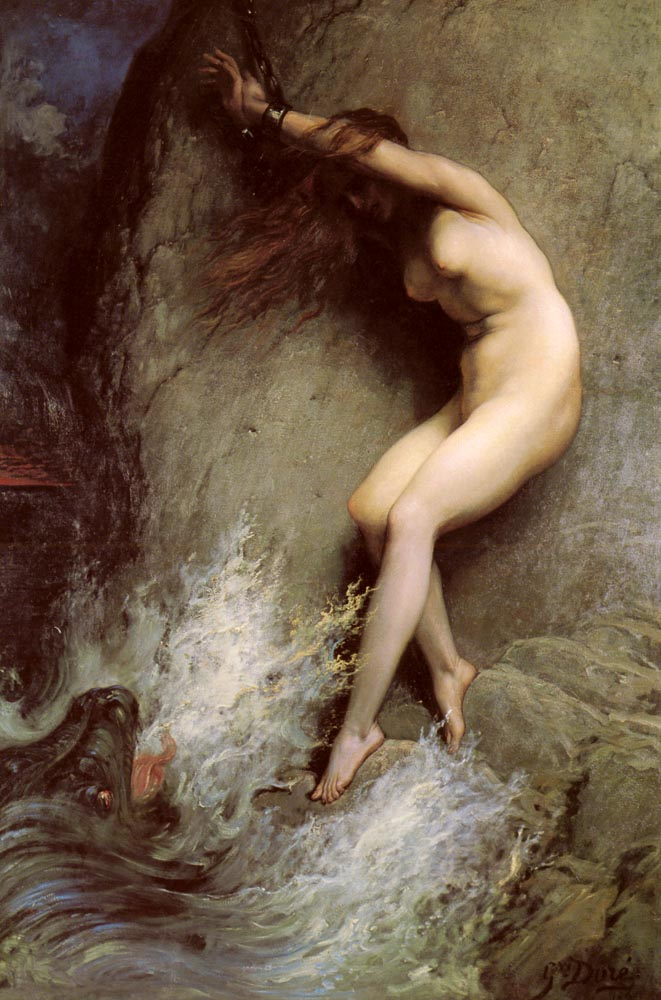
Andromeda
(tablou de Paul Gustave Doré)

În mitologia greacă, Andromeda era o prințesă din Aethiopia⁠(en)[traduceți], fiica lui Cefeu și a Casiopeei.

## Mitologie
Se spune că mama Andromedei s-ar fi lăudat că frumusețea ei o întrece pe cea a nereidelor, ceea ce a atras mânia lui Poseidon. Zeul a provocat inundații în țara lui Cefeu, apoi a trimis un monstru al mării pentru a răzbuna jignirea adusă nereidelor. Cu ajutorul oracolului lui Amon, Cefeu a aflat că pentru a putea să scape de monstru, trebuia să o expună pe Andromeda ca victimă ispășitoare acestuia. Constrâns de propriul popor, regele etiopian a hotărât să-și sacrifice fiica, care a fost legată de o stâncă, goală, la malul mării, astfel încât să fie văzută de monstru.
Între timp, eroul Perseu întorcându-se din expediția sa împotriva Gorgonei, o vede pe Andromeda legată, se îndrăgostește de ea și îi promite lui Cefeu că o va elibera dacă va primi aprobarea de a o lua de soție. Acest lucru se și întâmplă, iar monstrul marin este ucis de Perseu. Fineu, fratele lui Cefeu, este nemulțumit deoarece el fusese logodit cu Andromeda, așa că urzește un complot împotriva lui Perseu. În timpul nunții dintre Perseu și Andromeda cei doi rivali se ceartă, iar Fineu este metamorfozat în piatră cu ajutorul capului gorgonei (Ovidiu, Metamorfozele v. 1).
După nuntă Andromeda l-a urmat pe Perseu la Argos, apoi la Tirint, cei doi devenind strămoșii familiei Perseidae, prin fiul lor Perses. Perseu cu Andromeda au avut șapte fii: Perses, Alcaeus, Heleus, Mestor, Sthenelus, Electryon și Cynurus și două fiice: Gorgophone („ucigașa de gorgone”) și Autochtoe („născută pe pământul acesta”; „autohtonă”).
După moarte, numele Andromeda a fost dat constelației Andromeda, de către Atena. Zeița i-a promis acesteia sa îi plaseze sufletul lângă cel al iubitului său soț, Perseu și lângă cel al părinților ei.